# Granjeno
Granjeno est une ville des États-Unis située dans le comté de Hidalgo au Texas. En 2010, sa population était de 293 habitants. 

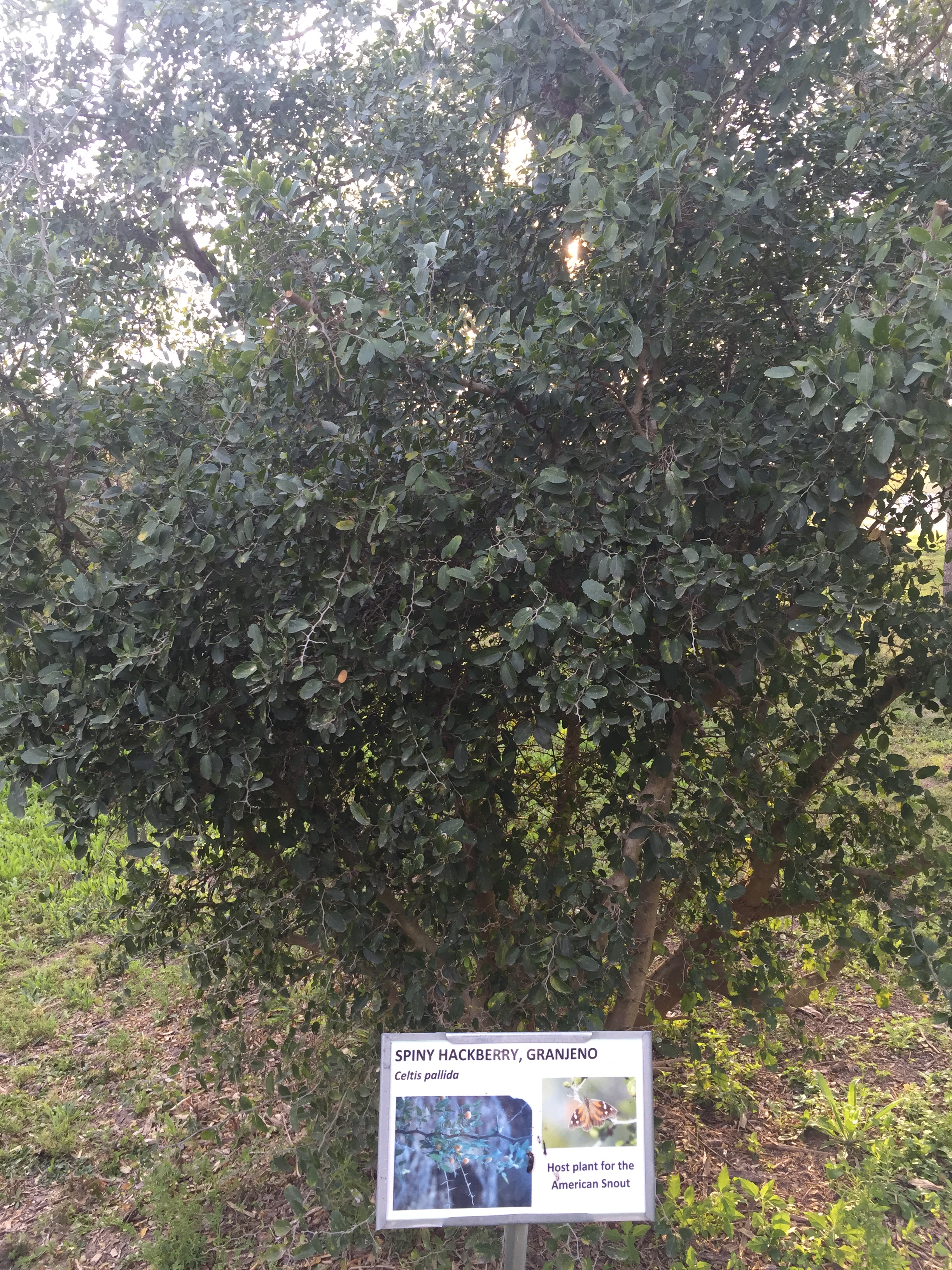
Micocoulier épineux ou granjeno